# 切爾蒂日 (烏日霍羅德區)
48°33′30″N 22°29′15″E / 48.55833°N 22.48750°E

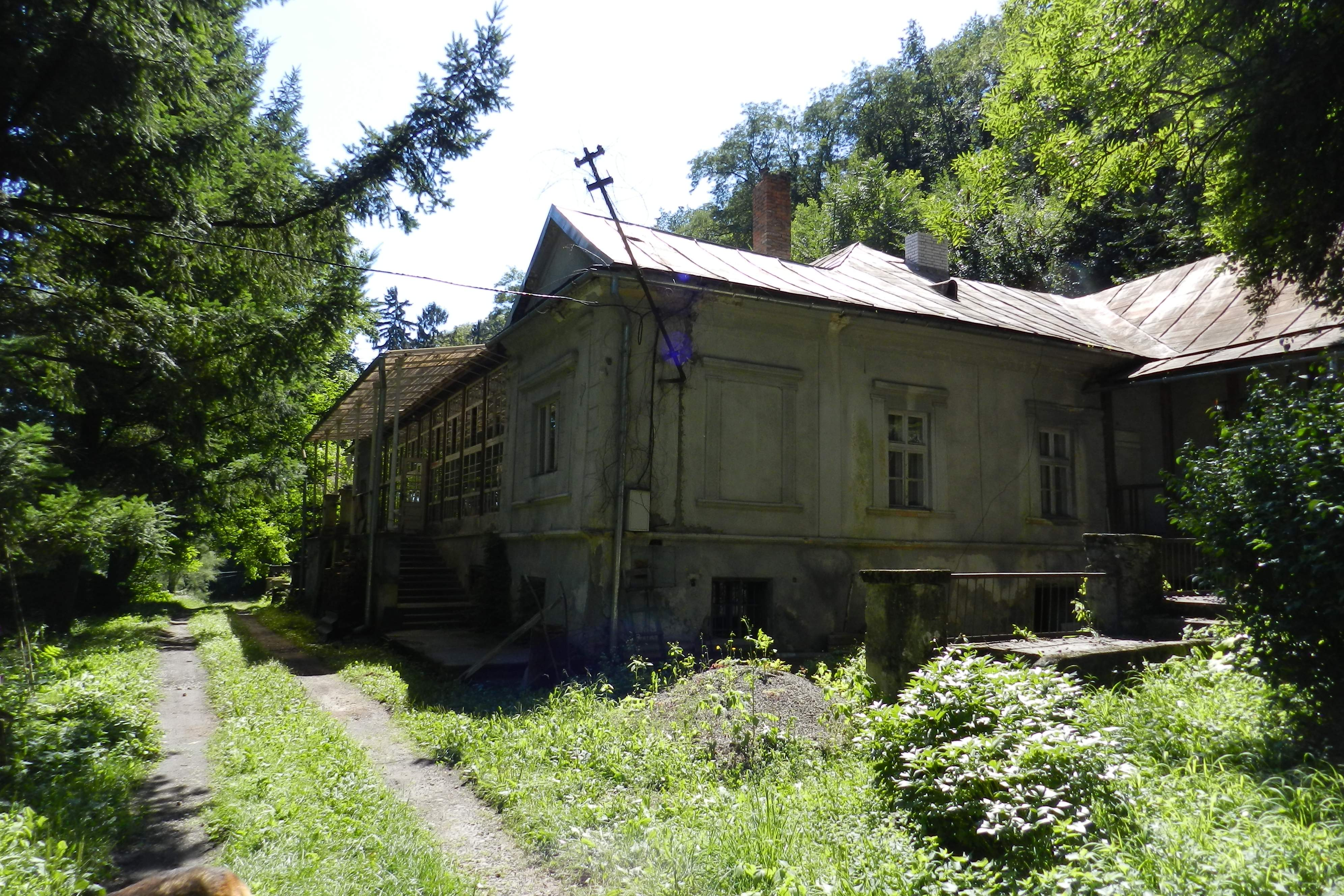
切尔蒂日

切尔蒂日（烏克蘭語：Чертіж），2024年9月前名为切爾泰日（烏克蘭語：Чертеж），是烏克蘭的村落，位於該國西部外喀爾巴阡州，由烏日霍羅德區塞雷德涅市镇負責管轄，面積0.07平方公里，2001年人口616，人口密度每平方公里8,800人。
2024年9月19日，乌克兰最高拉达将此村的名字改为切尔蒂日。